# 1. Rote Reiterarmee
Die 1. Reiterarmee (russisch Первая конная армия) war die bekannteste sowjetische Reiterarmee im Russischen Bürgerkrieg. Unter ihrem Kommandierenden General Semjon Budjonny war die Reiterarmee zwischen 1919 und 1922 an fast allen größeren Kämpfen des Bürgerkrieges beteiligt und bestand auch danach noch weiter.

## Geschichte

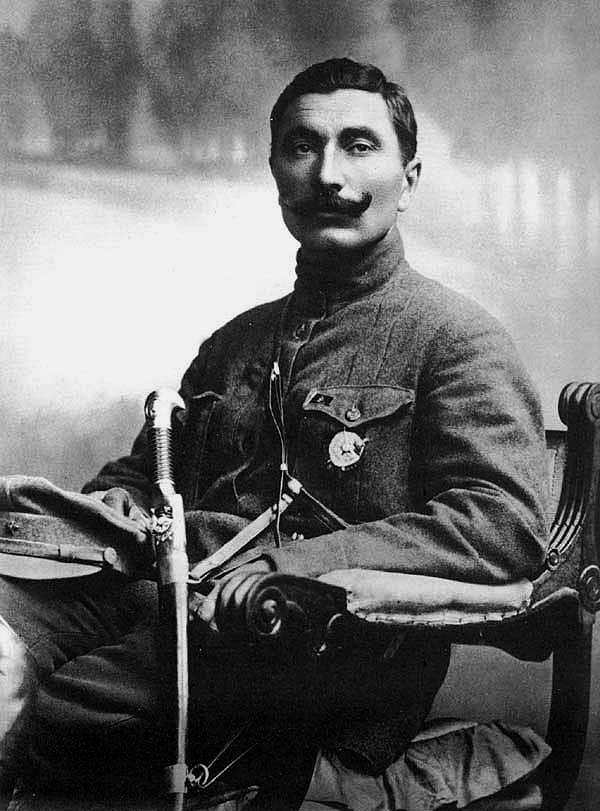
Semjon Budjonny um 1920

Auf Befehl des Volkskommissariats für Verteidigung wurde an der Südfront im Bereich der 10. roten Armee (General Jegorow) am 6. Mai 1919 wegen des Sommerfeldzuges der Weißen Armee das 1. Kavallerie-Korps unter Semjon Budjonny gebildet.
Der Politkommissar Stalin ging im Juli 1918 als Kriegsrat an die Südfront, um den strategisch wichtigen Verbindungsknoten Zarizyn, das einzige noch kontrollierte Getreideanbaugebiet der Südregion, zu sichern. Im Juni 1919 konnte das 1. Kavalleriekorps unter General Budjonny einen Angriff des Terek-Kosaken-Korps unter General Ulagai auf Zarizyn abschlagen. Das 1. Kavalleriekorps (4. und 6. Kavalleriedivision) startete Mitte Oktober 1919 in Zusammenarbeit mit der 12. und 15. Schützendivision der 8. Armee (General G. J. Sokolnikow) eine Offensive gegen Woronesch und eroberte die Stadt am 24. Oktober nach neuntägigen Kämpfen mit gegnerischer Kavallerie unter General A. G. Schkuro. Auf Stalins Antrag wurde am 17. November 1919 das am Fluss Manytsch eingesetzte 1. Kavalleriekorps erweitert und zur 1. Kavalleriearmee umgegliedert.
- 4. Kavalleriedivision unter Oka Iwanowitsch Gorodowikow
- 6. Kavalleriedivision unter Semjon Konstantinowitsch Timoschenko
- 1. Kavalleriedivision unter Josif Rodinowitsch Apanasenko
- 11. Kavalleriedivision unter Wassili Iwanowitsch Matusenko
- 12. Kavalleriedivision unter Wassili Pawlowitsch Glagolew

Bis Ende November 1919 wurde Budjonnys Armee mit zwei Schützendivisionen verstärkt und der 8. Armee im Raum Woronesch-Kastornoje zugeführt, um den Vormarsch der Weißgardisten unter General Denikin aufzuhalten. Die Sowjets konnten dabei am 7. Dezember das Kosaken-Kavalleriekorps des General Mamontow aus der Donbass-Region nach Süden zurückdrängen. Nach der Verfolgung des Gegners in Richtung auf Taganrog und Nowotscherkassk gelang am 10. Januar 1920 die Besetzung von Rostow. Bis März 1920 konnte die Reiterarmee über den Kuban im Nordkaukasus nachstoßen und Maikop erreichen.
Nach dem Verlust von Kiew infolge des Polnisch-Sowjetischen Krieges wurde die Reiterarmee durch einen 1200 Kilometer Marsch von Maikop nach Uman verlegt; ein Unternehmen, das 52 Tage verlangte. Am 15. Mai startete die Südfront unter Jegorow eine Gegenoffensive gegen die Polen. Die sowjetische 12. Armee ging nördlich, die 14. Armee südlich von Kiew nach Westen vor. Budjonnys Reiterarmee ging ab 27. Mai als Verbindungsgebiet zwischen der Fastow-Gruppe unter General Jakir und der sowjetischen 14. Armee unter General Uborewitsch im Raum zwischen Kasatin und Berditschew zum Angriff über.
Die Reiter-Armee drang im Sommer 1920 durch Wolhynien nach Galizien vor, Ziel war die Eroberung von Lemberg. Sie war für diese Operation aus der 4., 6., 11. und 14. Kavalleriedivision zusammengesetzt und verfügte über etwa 16.700 Reiter. Am 16. August wurde der Bug nach Westen von der 6. Kavalleriedivision überschritten. Während die sowjetische Westfront unter Tuchatschewski in der Schlacht an der Weichsel durch polnische Gegenangriffe gezwungen war, vor Warschau den Rückzug anzutreten, versuchte General Jegorow an der Südfront ab 25. August einen Entlastungsangriff über den Bug.
Budjonnys Reiterarmee umschloss dabei zusammen mit der 44. und 45. Schützendivision Ende August 1920 die polnische Garnison von Zamosc. Die Reiterarmee wurde am 31. August zeitweilig durch polnische Verbände von den rückwärtigen Verbindungen abgeschnitten. In einer Reiterschlacht zwischen Komarów und Hrubieszów erkämpfte sie sich bis zum 2. September den Ausbruch über die Huczwa nach Osten und erreichte die eigenen Linien. Beim Ausbruch erlitt die Armee große Verluste, Budjonnys Kommandostab war dabei durch Artilleriebeschuss gefallen. Die Reiterarmee konnte nicht mehr eingesetzt werden und zog sich vorerst zur Reorganisation nach Schitomir zurück.
Ab Herbst 1920 beteiligte sich die Reiterarmee wieder erfolgreich am Kampf gegen die letzte Truppenmacht der Weißgardisten unter Wrangel im Kubangebiet. Gegen Ende des Jahres 1920 gehörte der gesamte Kaukasus mit Ausnahme Georgiens zum Territorium der Sowjetunion.
Im Mai 1921 wurde die Reiterarmee aufgelöst, das Armeehauptquartier blieb noch bis zum 23. Oktober 1923 aufrecht. Die Armee durchquerte zuletzt noch ganz Sibirien und eroberte die Tschuktschen-Halbinsel.
Der Einheit wurden in der Sowjetunion zahlreiche Denkmäler gewidmet, so das Denkmal für die Soldaten der 1. Roten Reiterarmee (Olesko) in der Ukraine. Dieses Denkmal wurde 2016 im Rahmen der Dekommunisierung abgerissen.
Der sowjetische Schriftsteller Isaak Babel beschrieb seine Erlebnisse mit der Reiterarmee im Polnisch-Sowjetischen Krieg in dem Erzählband „Die Reiterarmee“.

## Bekannte Angehörige
- Isaak Babel (1894–1940), sowjetischer Schriftsteller
- Nikolai Ostrowski (1904–1936), sowjetischer Schriftsteller